# Arenas (Màlaga)
Arenas és un municipi d'Andalusia, a la província de Màlaga. Limita al sud amb Algarrobo, a l'est amb Sayalonga, al nord amb Canillas de Albaida, Salares, Sedella i Canillas de Aceituno, al nord-oest amb La Viñuela i a l'oest amb Vélez-Málaga

## Història
Des del punt de vista històric, el poble actual va tenir la seva fundació en l'època medieval, és a dir, en l'època de l'Àndalus. En l'emirat de Gharnata, Arenas era una alqueria del districte o ta'a de Bentomiz, fortalesa que actualment es troba dintre del terme municipal d'Arenas. A l'abril de 1487 es va produir la conquesta castellana de tota la comarca de l'Axarquía, ocupant-se la fortalesa de Bentomiz juntament amb tots els pobles del seu districte, inclosos Arenas, Daimalos i Çuheyla, antiga localitat que es trobava prop de Bentomiz i que es va despoblar després de la revolta morisca.
En el segle xvi la zona es va veure sacsejada per la revolta de la població morisca. Després de la derrota d'aquests, la població arenusca va ser expulsada gairebé completament i va ser conduïda fonamentalment a la localitat de Segura de León (província de Badajoz), repoblant-se Arenas amb famílies que van venir d'altres punts de la Península, fonamentalment de dos pobles de Jaén: Santiago de Calatrava i La Higuera de Calatrava. A partir d'aquest moment es va desenvolupar la cultura cristiana en la localitat, dedicant-se els seus habitants fonamentalment a les tasques agràries, ocupació que va marcar la vida de la localitat fins a l'actualitat.